# Centre commercial Koivukeskus
Le centre commercial Koivukeskus  (finnois : Kauppakeskus Koivukeskus) est un centre commercial situé dans le quartier d'Asola à Vantaa en Finlande.

## Le centre
Le centre commercial Koivukeskus est situé à l'ouest de la gare de Koivukylä.
Le centre opère en face du S-market, sur le terrain adjacent duquel il a été ouvert en novembre 2009.
Les travaux de construction ont commencé en septembre 2008.
Le projet a coûté environ 32,3 millions d'euros,.
Le K-Citymarket occupe 12 500 mètres carrés et l'espace des magasins spécialisés est de près de 3 000 mètres carrés.
Outre K-Citymarket, les magasins du centre commercial comprennent Alko, une pharmacie et la bibliothèque de Koivukylä.
Le centre commercial appartient à Kesko et a été construit par Skanska.
Sous le centre commercial se trouve un parking d'environ 400 places,.

## Transports publics
Koivukeskus est situé juste à côté de la gare de Koivukylä.
Les trains K de la Ligne d'Helsinki à Kerava s'arrêtent à la gare de Koivukylä.
La gare de Koivukylä est desservie par les trains de banlieue K et T.
Les rues Koivukyläntie et Asolanväylä entourant le centre commercial ont de nombreux bus vers Tikkurila, Rekola, Päiväkumpu, Leinelä et Simonkylä.
La gare est desservie par les lignes de bus 574, 587, 623, 624, 625, 631, 633N, 724N, 736, 736A.

## Galerie

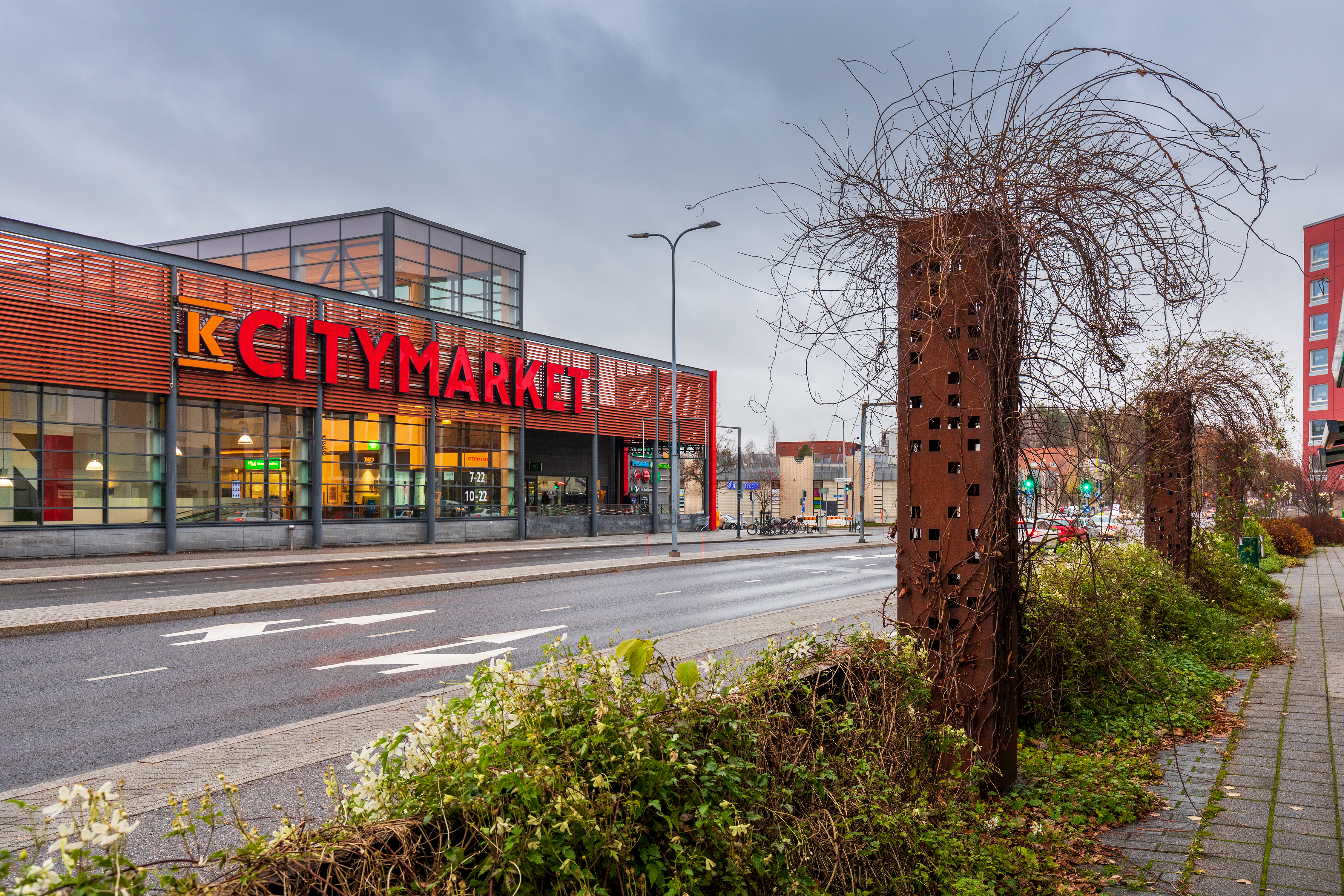
Koivukeskus.
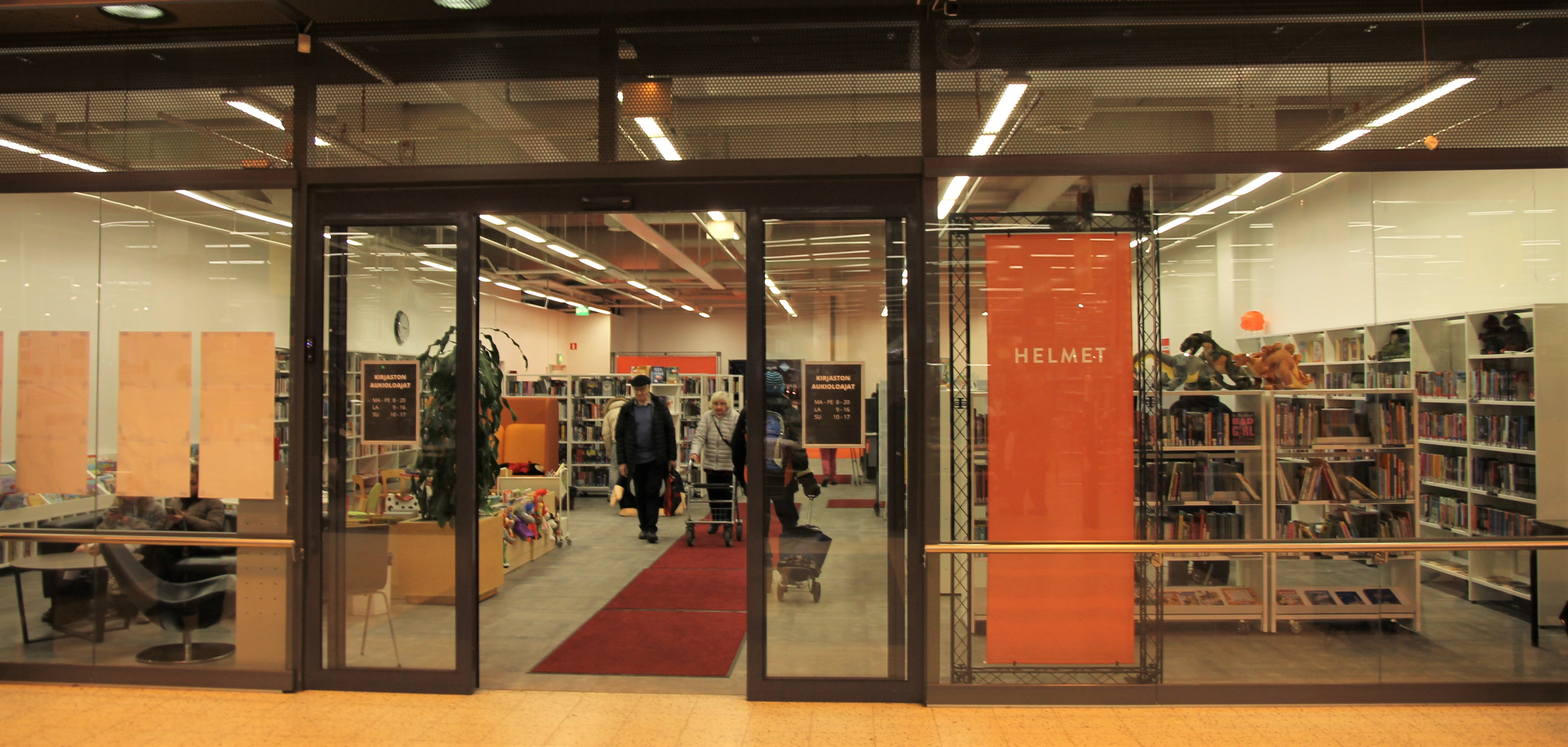
bibliothèque de Koivukylä.